# إيفا غريمالدي
إيفا غريمالدي (بالإيطالية: Eva Grimaldi)‏ هي عارضة وممثلة إيطالية، ولدت في 7 سبتمبر 1961 في إيطاليا.

## وصلات خارجية
- إيفا غريمالدي على موقع IMDb (الإنجليزية)
- إيفا غريمالدي على موقع ألو سيني (الفرنسية)
- إيفا غريمالدي على موقع أول موفي (الإنجليزية)
- إيفا غريمالدي على موقع قاعدة بيانات الأفلام السويدية (السويدية)
- إيفا غريمالدي على موقع ديسكوغز (الإنجليزية)
- إيفا غريمالدي على موقع قاعدة بيانات الفيلم (الإنجليزية)
- إيفا غريمالدي على موقع كينوبويسك (الروسية)